# Търговия с електрическа енергия
Търговията с електрическа енергия е подотрасъл на електроенергетиката в Статистическата класификация на икономическите дейности за Европейската общност.
Секторът включва продажбата на електрическа енергия на крайни потребители и други търговци, както и свързаните дейности по управление на енергийни потоци. Традиционно тази дейност е част от разпределението на електрическа енергия, но от 70-те години на XX век в развитите страни тя се обособява като самостоятелен сектор, отделен от поддръжката на техническата инфраструктура.
В България към 2017 година отрасълът има обем на продажбите около 8,1 милиарда лева и около 3400 заети, като съответно 32% и 62% се падат на държавната Национална електрическа компания.